# Kristian Prytz
Peter Kristian Prytz, född 26 februari 1851 i Årup vid Ålborg, död 4 mars 1929, var en dansk fysiker.
Prytz blev student 1869, mag.scient. 1875 och var därefter fysiklärare i Köpenhamn, intill han 1886 blev docent i fysik vid Polyteknisk læreanstalt. Åren 1887–1890 var han tillika lärare i fysik vid Officersskolen, 1894 blev han professor i fysik vid Polyteknisk læreanstalt, varifrån han tog avsked 1921. 
Som lärare vid nämnda läroanstalt gjorde Prytz sig förtjänt genom ett ständigt arbete för att införa och förbättra undervisningen i experimentalfysik i Danmark, ett arbete, som avslutades med en större laboratorieutbyggnad 1906–1912. Hans första vetenskapliga arbete var mätningar av brytningsförhållandet för gaser och ånga, påbörjat tillsammans med Ludvig Lorenz och fortsatt av Prytz ensam. Många av de senare arbetena skapade nya precisionsmätmetoder eller mätapparater och förbättrade kända, såsom metoder för tids- och längdmätning, konstruktion av en precisionsbarometer och en ny manometer för mätning av mycket små tryckskillnader med en av Prytz skapad ny inställningsmetod, "optisk kontakt". Särskilt viktig är hans metod för mätning av lösningars fryspunkt och hans användning av lågor vid mätning av acceleration. Vidare angav han flera nya typer av gaspumpar och en på många sätt varierad användning av porösa ämnen vid arbeten med gaser ("porös kontakt"). Han var i många år Danmarks representant i Internationella kommittén för mått och vikt och ledde vid metersystemets införande arbetet med att anskaffa nya likare för justeringsväsendet. 
Av Prytz skrifter kan nämnas Elektriciteten (1884), den elementära läroboken Naturlæren (1885, flera senare upplagor), många avsnitt av Hverdagsfysik (1898). För användning vid undervisningen vid Polyteknisk læreanstalt skrev han Hovedtrækkene af de vigtigste fysiske Maalemetoder (1902, andra upplagan 1914), och efter att undervisningen under senare omlades till att även ge grunderna för den mekaniska fysiken, utkom Læren om faste Legemers Bevægelse (I, 1918; II, 1920). Han var medredaktör för "Nyt Tidsskrift for Fysik og Kemi" (1896–1898) och en av stiftarna av "Fysisk Tidsskrift" (1902). Han var även medlem av Udvalget for Folkeoplysningens Fremme (från 1893), av Videnskabernes Selskab (från 1891) och av Vetenskapssocieteten i Uppsala (från 1918).